# Habitabilidad en sistemas de enanas rojas

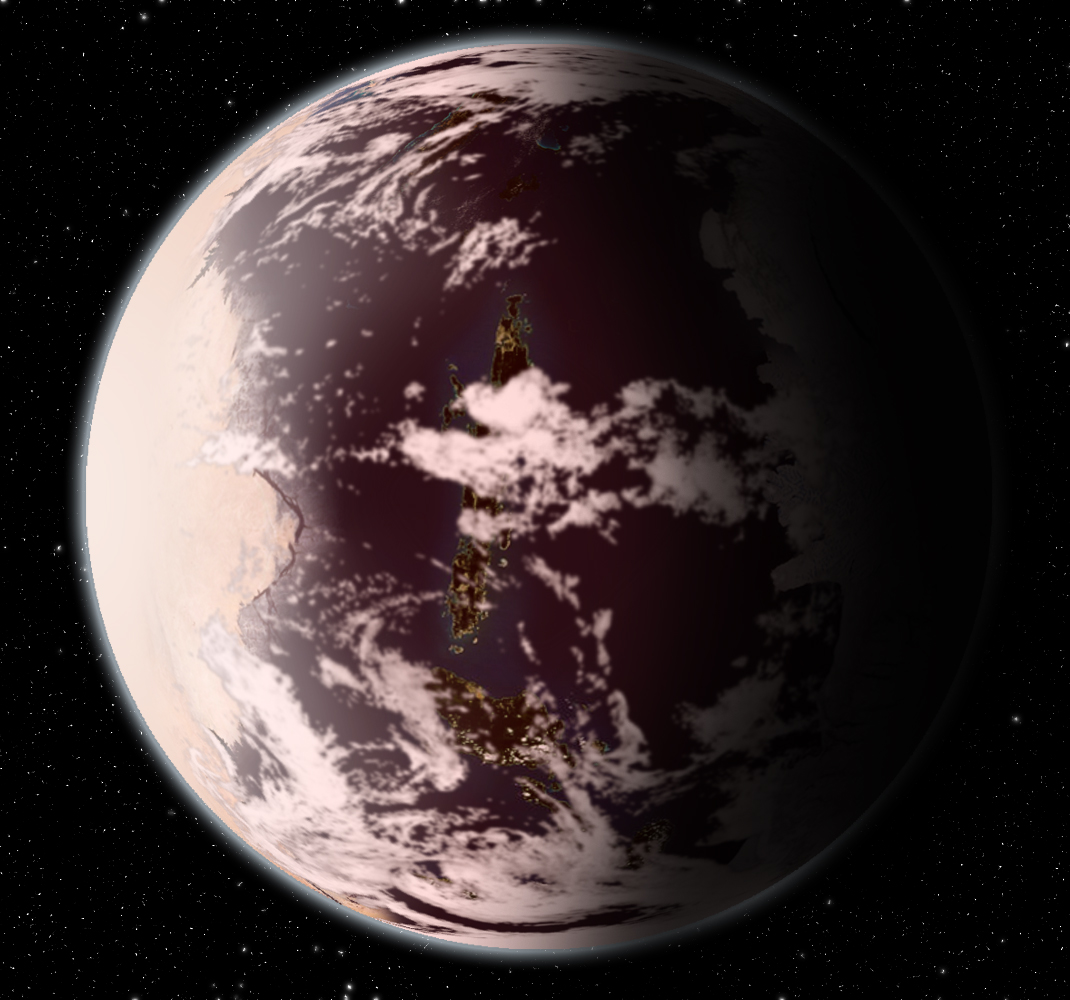
Recreación de un exoplaneta habitable perteneciente a una enana roja. La vegetación, concentrada en la zona del terminador, presenta tonos negros a causa del tipo de luz emitida por la estrella.

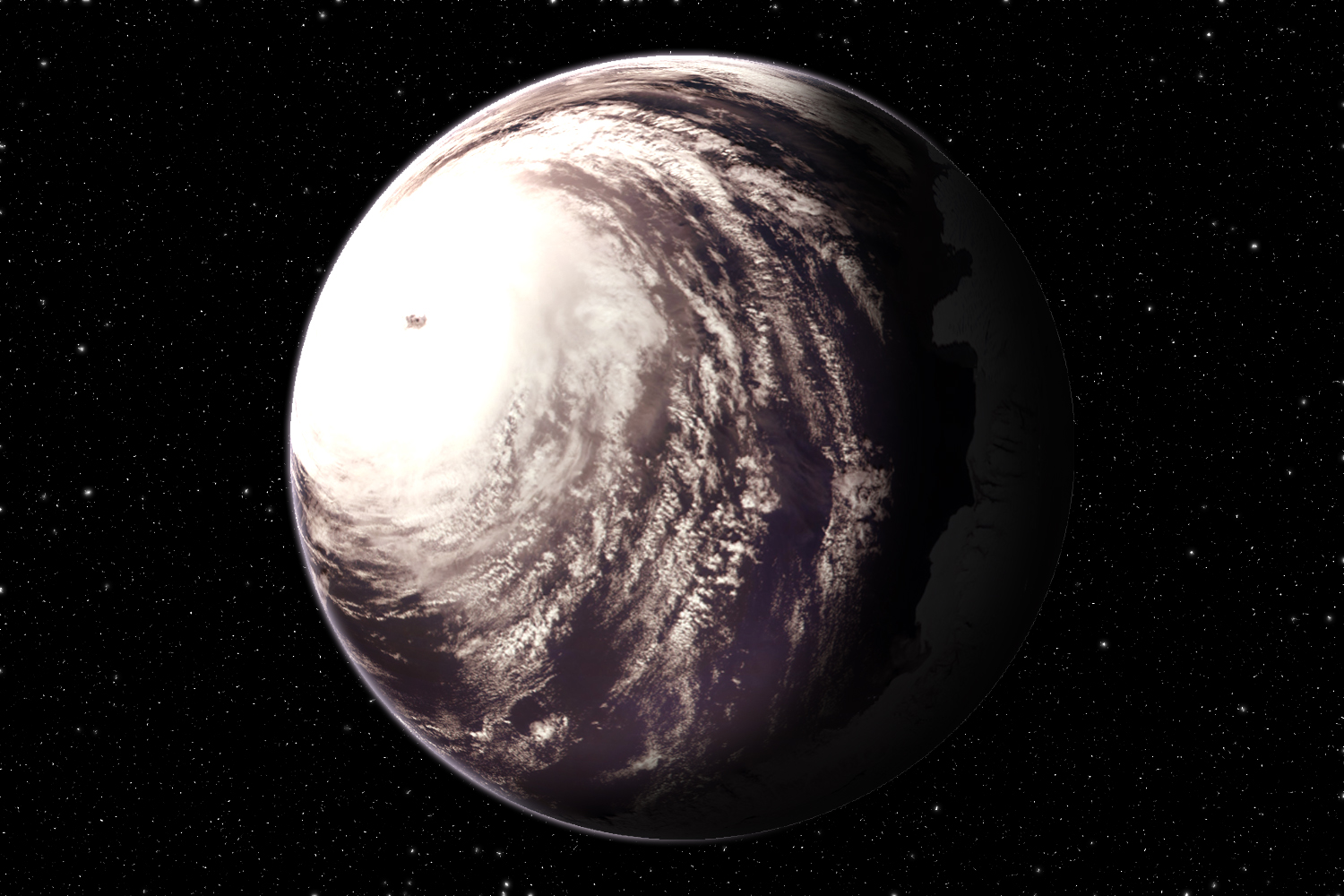
Impresión artística de un planeta océano situado en la zona habitable de una enana roja.

La habitabilidad en sistemas de enanas rojas está determinada por un gran número de factores. Establecer cómo afecta cada uno de ellos a la habitabilidad planetaria puede ayudar a revelar la aptitud de estos sistemas para albergar vida extraterrestre. Existen numerosas dificultades teóricas para que esto sea posible, como el bajo flujo estelar, la alta probabilidad de acoplamiento de marea, la pequeña zona de habitabilidad y la elevada variación estelar experimentada por las enanas rojas, especialmente en sus primeros miles de millones de años. Sin embargo, el alto porcentaje de estas estrellas respecto al total de la población estelar y su longevidad, influye positivamente en las expectativas de encontrar vida en exoplanetas pertenecientes a estos sistemas.
Los cuerpos planetarios ubicados en la zona de habitabilidad de las enanas rojas se encuentran sometidos a un intenso calentamiento de marea por la proximidad respecto a su estrella, que podría ser altamente perjudicial para el desarrollo de la vida. Además, es probable que la cercanía implique un acoplamiento de marea entre el objeto y su astro, que supondría importantes diferencias térmicas entre los hemisferios diurno y nocturno del planeta. El resto de factores que no derivan del anclaje, como la extrema variabilidad de las enanas rojas, la distribución espectral de la energía desplazada al infrarrojo en relación con el Sol y el reducido tamaño de la zona habitable debido a la baja producción de luz, hacen descender aún más las expectativas de presencia biológica.
Sin embargo, hay varios puntos a favor de la habitabilidad en estos sistemas. La intensa formación de nubes en la cara diurna de un exoplaneta anclado por marea a su estrella puede limitar el flujo térmico global y disminuir drásticamente las diferencias de temperatura entre ambos hemisferios. Además, el gran número de enanas rojas en la Vía Láctea, que representan un 73 % de las al menos 100 000 millones de estrellas de la galaxia, aumenta las probabilidades de que surja la vida en algunos de sus planetas. Según las estimaciones efectuadas en 2013, se calcula que puede haber hasta 60 000 millones de planetas potencialmente habitables en sistemas de enanas rojas solo en la Vía Láctea.

## Habitabilidad
Las enanas rojas representan el tipo de estrellas más común, frío y pequeño. Según las estimaciones de Pieter G. van Dokkum y Charlie Conroy, su abundancia va desde un 70 % del total para las galaxias espirales a más de un 90 % del total para las elípticas. Se cree que suponen un 73 % de todas las estrellas de la Vía Láctea, identificada como una galaxia espiral barrada desde la década de 1990 por las observaciones de los radiotelescopios. Las enanas rojas comprenden estrellas de clasificación estelar tipo M y K-tardío, con una masa de entre 0,1 y 0,6 M☉, y son invisibles para el ojo humano desde la Tierra por su baja luminosidad. Ni siquiera la enana roja más próxima al sol, Próxima Centauri —que es a su vez la más cercana en términos generales—, se aproxima a una magnitud visual.

### Luminosidad

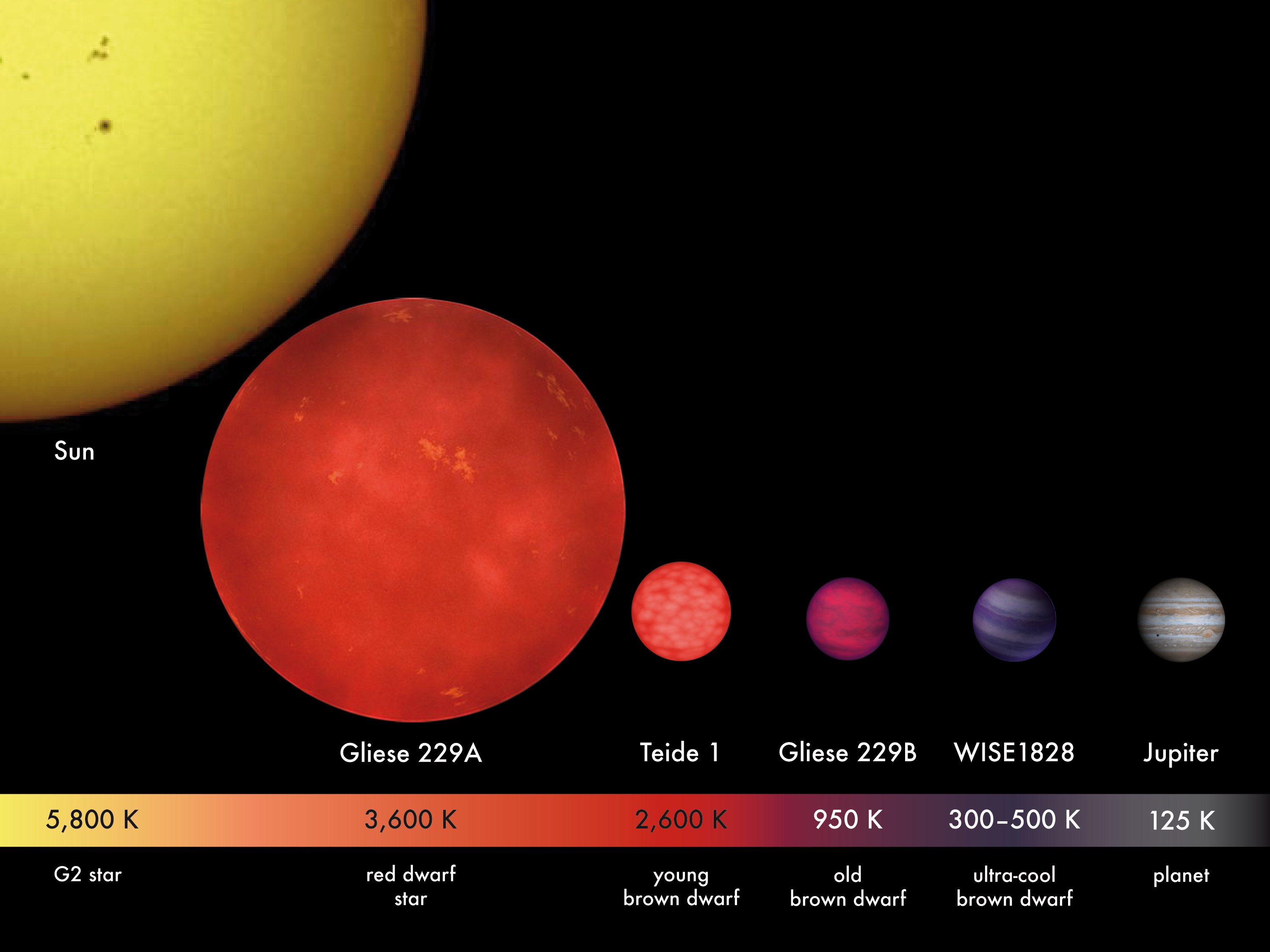
Tamaño relativo estelar y temperaturas fotosféricas. Cualquier planeta en torno a una enana roja como Gliese 229A, tendría que situarse muy cerca de su estrella para registrar temperaturas similares a las de la Tierra, viéndose anclado por marea a la misma.

Durante años, los astrónomos descartaron a las enanas rojas como sistemas potencialmente habitables. La reducida masa que presentan este tipo de estrellas se traduce en una fusión nuclear extremadamente lenta en sus núcleos, dándoles una luminosidad comprendida entre un 3 % y un 0,01 % de la solar. Como consecuencia, cualquier planeta que orbite a una estrella de esta categoría debe tener un semieje mayor muy reducido en comparación con la Tierra para mantener una temperatura superficial similar. Esta distancia varía en un rango desde 0,3 UA para una enana roja relativamente luminosa como Lacaille 8760, hasta 0,032 UA para una poco masiva como Próxima Centauri —como referencia, cualquier análogo a la Tierra que orbitase a esta última, tendría un período de traslación de 6 días—.

### Composición espectral
Gran parte de la escasa luminosidad de una enana roja se encuentra en la parte infrarroja del espectro electromagnético, que consiste en una energía lumínica sustancialmente inferior que la de los picos de luz visible del Sol. Como resultado, la fotosíntesis dentro de un sistema de enana roja requeriría fotones adicionales para lograr una estimulación comparable a la necesaria en el proceso de fotosíntesis terrestre, debido al bajo nivel de energía media de los fotones cercanos al infrarrojo. Teniendo que adaptarse a un espectro mucho más amplio para absorber la mayor cantidad de energía fotónica posible, la vegetación en un planeta habitable perteneciente a una estrella tipo M o K-tardío probablemente aparecería de un color negro o marrón en luz visible, frente al verde predominante en la Tierra.
Además, dada la fuerte capacidad del agua para absorber la luz roja e infrarroja, habría menos energía disponible para la vida acuática en este tipo de planetas. Sin embargo, esto podría dificultar el desarrollo de una glaciación global permanente en planetas con órbitas próximas al límite exterior de la zona de habitabilidad. Dada la relación existente entre la extensión de las masas de hielo y el albedo, su temperatura sería mayor a la que correspondería una cantidad de radiación equivalente para una estrella similar al Sol, ampliando así el confín externo de la zona habitable de las enanas rojas.

### Evolución
Otra posibilidad que puede dificultar la habitabilidad en los sistemas estelares de este tipo es la propia evolución de las enanas rojas. Estas estrellas tienen una pre-fase principal extensa, de modo que sus zonas habitables actuales se encontrarían durante 1000 millones de años en una zona donde el agua no estaría en estado líquido, sino en forma de vapor, por lo que si los exoplanetas situados en esa órbita cuentan con una cantidad significativa de agua desde su formación, tendrían que soportar un efecto invernadero descontrolado durante cientos de millones de años. Durante esta fase, la fotólisis del vapor de agua y el escape hidrodinámico del hidrógeno al espacio podría suponer la pérdida de una cantidad de agua equivalente a la de varios océanos terrestres, dejando tras de sí una densa atmósfera de O2 abiótico.
Transcurrido este período, durante algunos miles de millones de años más la variabilidad estelar seguiría siendo demasiado elevada, registrando bruscos y repentinos incrementos de luminosidad y radiación que comprometerían la existencia de cualquier organismo vivo sobre el planeta. A partir de entonces, atraviesan una larga fase de estabilidad que se prolonga durante prácticamente toda la secuencia principal, en la que pueden permanecer varios billones de años —mucho más que cualquier otro tipo de estrella—. Sin embargo, los estudios indican que una vez alcanzado ese estado, la zona de habitabilidad ultravioleta no coincidiría con la zona habitable, algo que también ocurriría en estrellas tipo K con temperaturas superficiales por debajo de los 4300 °C. Así pues, cualquier planeta «Ricitos de Oro» perteneciente a un sistema de enana roja carecería de una cantidad de radiación suficiente como para mantener a los organismos fotosintéticos.

### Efectos de marea

#### Acoplamiento por marea

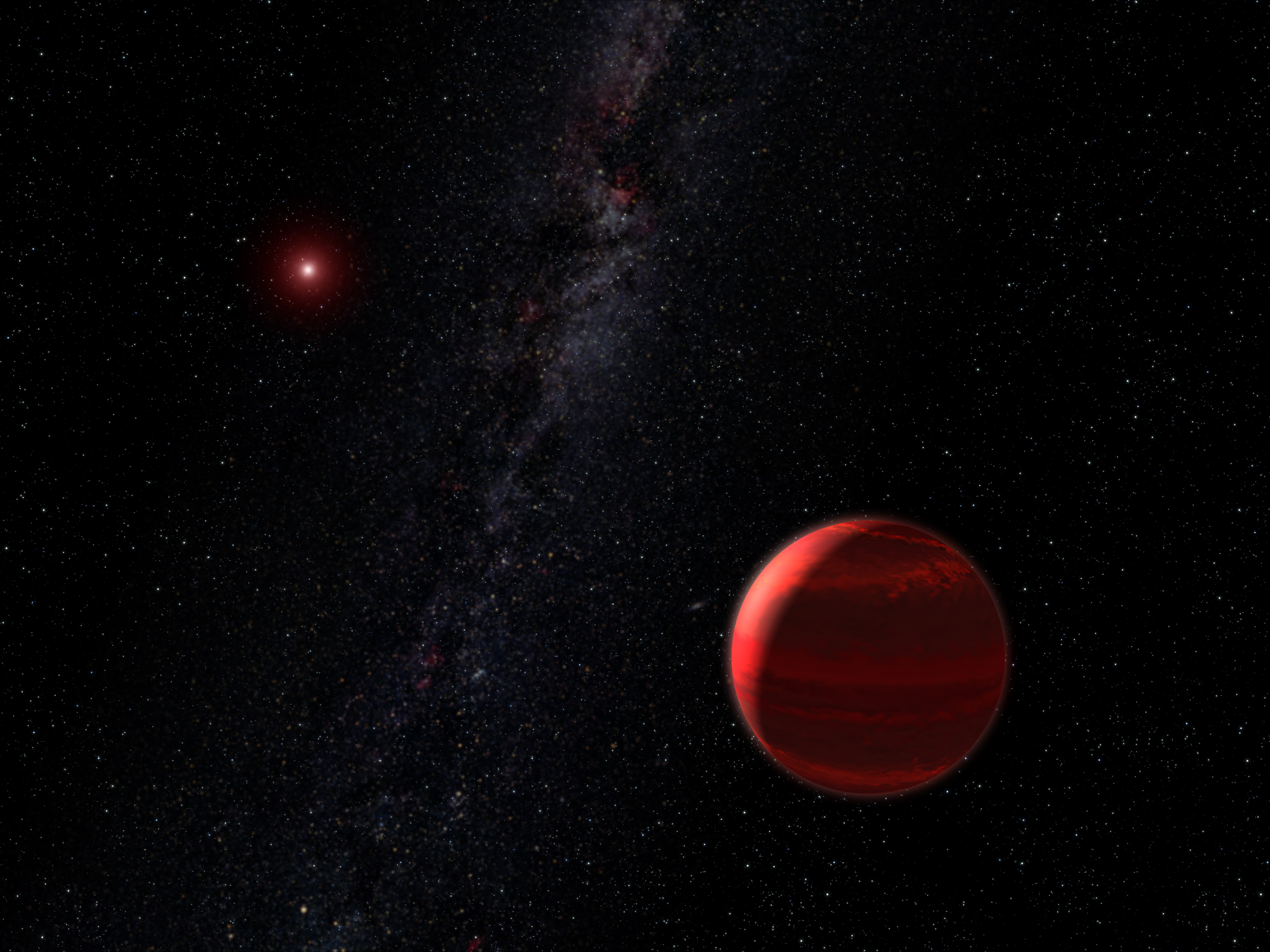
Recreación de un planeta orbitando alrededor de una enana roja.

Dadas las cortas distancias que tienen que mantener los exoplanetas situados en la zona de habitabilidad de enanas rojas respecto a su estrella, es muy probable que se encuentren anclados por marea a ella. En tales circunstancias, el planeta rotaría alrededor de su eje una vez por cada revolución en torno a su estrella, provocando que un lado del planeta se encontrase permanentemente de cara a ella y el otro en perpetua oscuridad, lo que supondría grandes diferencias térmicas entre ambos hemisferios. Durante muchos años, se creyó que la vida en estos planetas se limitaría a una región en forma de anillo localizada entre ambos hemisferios, denominada terminador o zona del crepúsculo, donde la estrella siempre aparecería en el horizonte.
En el pasado, los expertos estimaban que una atmósfera lo suficientemente densa como para repartir eficazmente el calor entre ambos hemisferios sería demasiado gruesa y no permitiría la fotosíntesis en organismos superficiales. Debido a las diferencias de temperatura, se argumentó que un hipotético análogo a la Tierra anclado por marea a su estrella experimentaría fuertes vientos en dirección al hemisferio nocturno y lluvias torrenciales permanentes en el punto subsolar. Por ello, en tales condiciones, la vida compleja sería improbable. La vida vegetal tendría que adaptarse a los vendavales constantes, por ejemplo mediante un mejor anclaje al suelo y hojas largas y flexibles. Los animales tendrían una vista basada en el infrarrojo ya que la percepción de aromas y llamadas sería difícil por encima del estruendo de la tormenta en todo el planeta. Sin embargo, la vida bajo el agua estaría protegida de los fuertes vientos y de las llamaradas estelares, y grandes extensiones de plancton fotosintético y algas de color negro podrían soportar la vida marina.
En contraste con la imagen pesimista de estos planetas respecto a su capacidad para albergar vida, los estudios de Robert Haberle y Manoj Joshi del Centro de Investigación Ames de la NASA en California determinaron, en 1997, que la atmósfera de un planeta —asumiendo la presencia de gases de efecto invernadero como el CO2 y el H2O— sólo necesita una presión de 10 kPa —equivalente a 0,1 atm o el 10 % de la terrestre al nivel del mar— para que el calor del lado diurno sea eficazmente distribuido al nocturno, una cantidad plenamente compatible con la actividad fotosintética. Dos años más tarde, Martin Heath del Greenwich Community College concluyó que el agua de mar no congelada podría circular bajo la capa de hielo del lado nocturno si las cuencas oceánicas son lo bastante profundas. Además, una investigación efectuada en 2010 determinó que los planetas-océano anclados por marea a enanas rojas y orbitando alrededor de la zona habitable aún tendrían temperaturas superiores a 240 K —o -33 °C— en el lado nocturno. Los modelos climáticos construidos en 2013 indican que la formación de nubes en planetas anclados por marea minimizarían las diferencias térmicas entre ambos hemisferios, mejorando las perspectivas de habitabilidad de los planetas de enanas rojas. Investigaciones adicionales, incluyendo la cantidad de radiación fotosintéticamente activa, sugieren que estos cuerpos podrían ser habitables al menos para las plantas superiores.

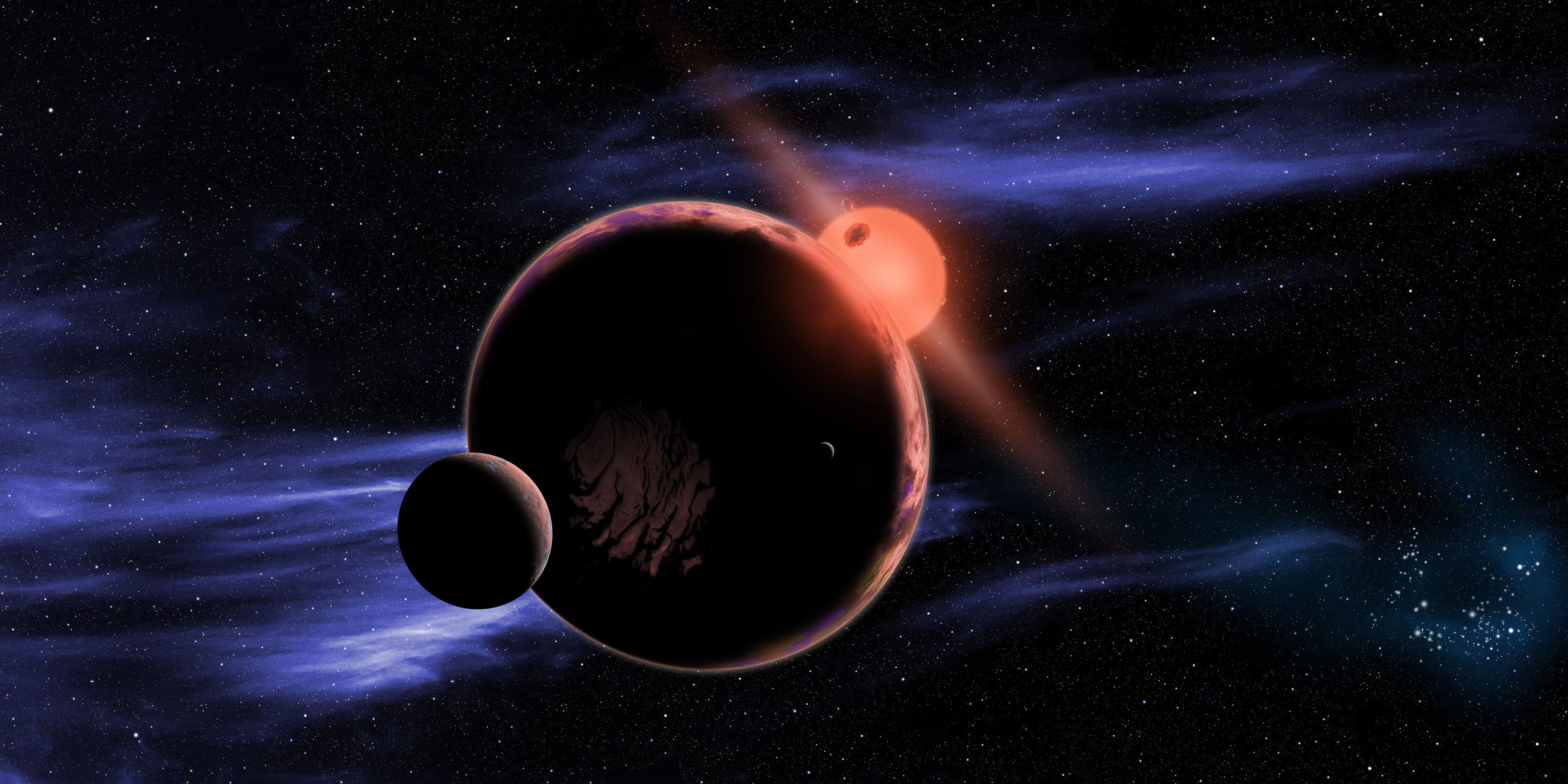
Impresión artística de un exoplaneta análogo a la Tierra perteneciente a una enana roja, con dos exolunas.

Las investigaciones del equipo de Jérémy Leconte, del Instituto Canadiense de Astrofísica Teórica, sugieren que buena parte de los cuerpos planetarios teóricamente anclados por marea a sus estrellas podrían no estarlo. Las corrientes de aire sobre la superficie de un planeta generan un empuje rotacional que puede romper el anclaje, aunque la velocidad de rotación sería muy baja —los ciclos de día y noche llevarían semanas o incluso meses—. Según estos modelos, las atmósferas demasiado densas —como la de Venus— dificultan la llegada de la luz estelar a la superficie, perjudicando este proceso. Por tanto, los planetas con atmósferas menos densas, como la Tierra, serían más eficaces para su desempeño biológico. Así pues, aquellos con una presión atmosférica superficial próxima a 1 bar que orbiten a estrellas con masas de entre 0,5 M☉ y 0,7 M☉ —justo por encima del límite entre las enanas rojas y las naranjas de tipo K— en su zona habitable, no deberían tener una rotación sincrónica. Además, los planetas con atmósferas próximas a los 10 bares presentarían una rotación más lenta, pero estarían ampliado el rango de no-sincronización —en cuerpos planetarios que orbitasen el confín externo de la zona de habitabilidad de enanas rojas con masas próximas a 0,3 M☉—. Sin embargo, es posible que este efecto, en combinación con una excentricidad orbital adecuada y las influencias gravitatorias de otros cuerpos celestes —planetas o satélites—, pudiera liberar del anclaje incluso a aquellos pertenecientes a enanas rojas relativamente masivas (>0,4 M☉) y que orbitasen más cerca del centro de la zona habitable. La clasificación de planetas confirmados potencialmente habitables está encabezada actualmente por dos exoplanetas teóricamente anclados que podrían no estarlo según este estudio —Kepler-438b y Kepler-296e, pertenecientes a una estrella tipo K-tardío y a una enana roja, respectivamente—.

#### Calentamiento de marea
La existencia de una cara diurna y otra nocturna no es el único factor perjudicial para la presencia de vida alrededor de las enanas rojas. El calentamiento por marea experimentado por los planetas en la zona habitable de estrellas con menos de un 30 % de la masa del Sol podría suponer un aumento de sus temperaturas que los convertirían en cuerpos tipo Venus. Combinado con los otros impedimentos para la habitabilidad de los sistemas de enanas rojas, esto podría provocar un descenso sustancial de las probabilidades de vida tal y como la conocemos en comparación con estrellas de otra tipología. De igual modo, existe la posibilidad de que no haya suficiente agua en la mayoría de planetas teóricamente habitables alrededor de enanas rojas, y que buena parte de ella se encuentre congelada en el lado nocturno —especialmente en exoplanetas del tamaño de la Tierra—. En contra de lo sugerido en las primeras investigaciones, parece ser que en los últimos estudios sobre Venus anclados por marea se ha concluido que el agua atrapada en el hemisferio no iluminado puede evitar el efecto invernadero descontrolado y mejorar las predicciones de habitabilidad en sistemas de enanas rojas.

### Variabilidad

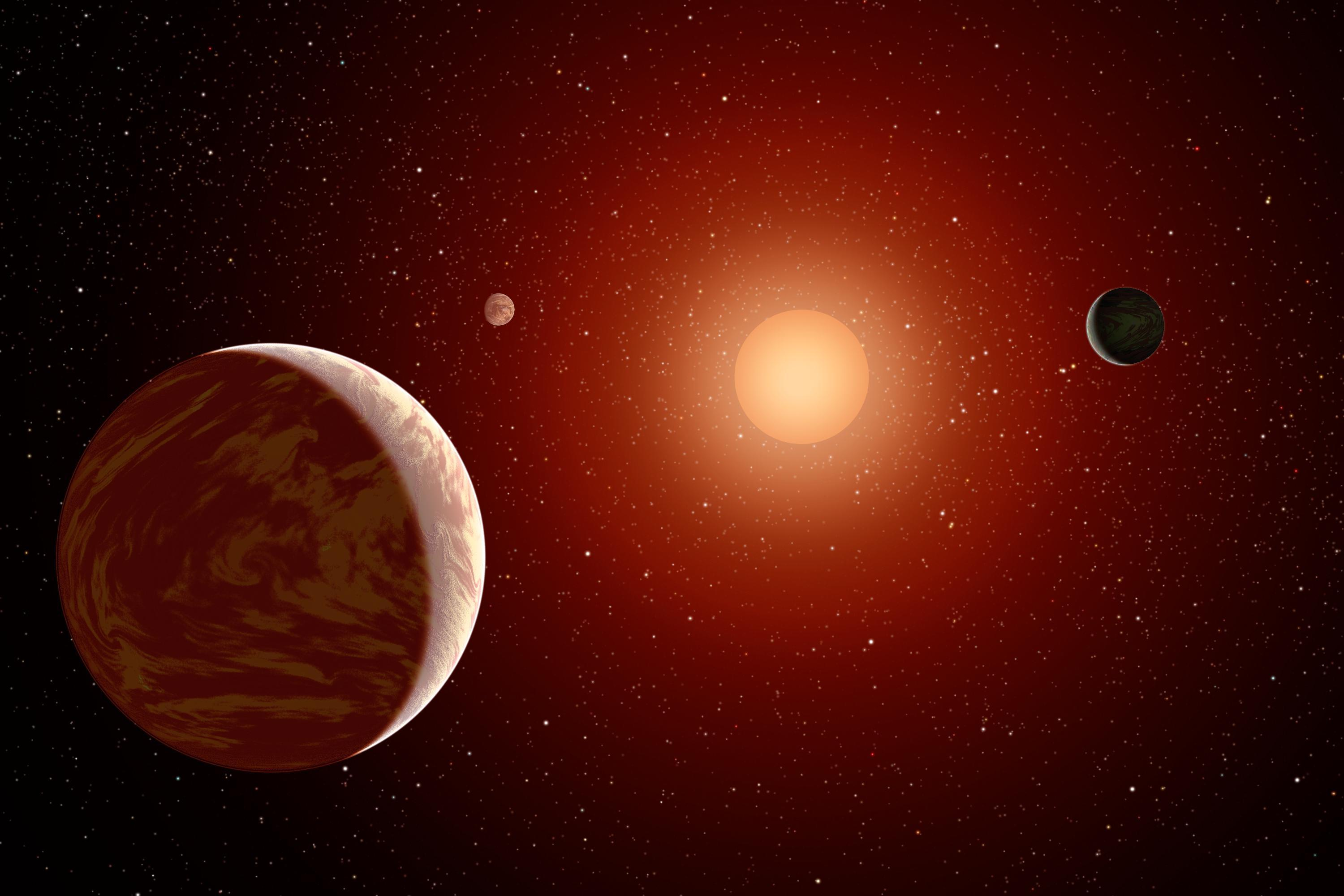
Recreación de una joven enana roja rodeada de tres planetas.

Todas las estrellas atraviesan un período de intensa variabilidad tras su formación, que se prolonga por más tiempo cuanto menor sea la estrella —desde unos 500 millones de años para una tipo G como el Sol, hasta 3000 millones para una tipo M especialmente poco masiva—. Las enanas rojas jóvenes son mucho más variables y violentas que el resto de estrellas de la secuencia principal —recibiendo el nombre de estrellas fulgurantes—. A menudo están cubiertas de manchas estelares que pueden atenuar su brillo hasta en un 40 % durante meses. Sin embargo, es posible que la vida pueda surgir en un planeta perteneciente a un sistema de este tipo si son capaces de adaptarse, a imagen de ciertos organismos terrestres que soportan descensos de temperatura similares durante el invierno, mediante la hibernación y/o sumergiéndose a mayores profundidades donde las temperaturas son más constantes. No obstante, cabe la posibilidad de que la superficie se congele durante estos períodos, aumentando el albedo del planeta —es decir, la cantidad de luz reflejada al espacio—, lo que podría culminar en un proceso retroalimentativo del hielo y en una glaciación global permanente.
A veces, las enanas rojas emiten gigantescas llamaradas que pueden doblar su brillo en cuestión de minutos. Estas llamaradas producen torrentes de partículas cargadas que pueden arrancar enormes porciones de la atmósfera. Por esta razón los partidarios de la hipótesis de la Tierra especial cuestionan que los planetas en la zona habitable de una enana roja sean capaces de sustentar la vida ante las acometidas de intensas llamaradas. El acoplamiento de marea probablemente supondrá una baja magnetosfera, que podría entrar en contacto con la atmósfera planetaria en fuertes eyecciones de masa coronal que empujen hacia atrás el campo magnético del exoplaneta. Como resultado, la atmósfera estaría sometida a una gran erosión, que posiblemente haría el planeta inhabitable.
Por otro lado, si el planeta tuviese un campo magnético, podría desviar las partículas de la atmósfera. La velocidad de rotación de un planeta anclado por marea es muy baja, tanto que coincide con su órbita, pero podría sería suficiente para generar un campo magnético siempre que parte del interior del planeta permanezca fundido. Sin embargo, los modelos matemáticos actuales concluyen que, aunque el planeta disponga de la máxima magnetosfera posible para un cuerpo de masa similar a la terrestre, perdería una fracción significativa de su atmósfera por la exposición a eyecciones de masa coronal y a la radiación ultravioleta —en tales condiciones, puede que hasta los exoplanetas similares a la Tierra situados a 0,8 UA de su estrella perdiesen sus atmósferas, lo que afectaría también a estrellas tipo G y K—.
No obstante, el período de máxima actividad coronal de las enanas rojas comprende solo los primeros 1200 millones de años de su ciclo vital. Si un planeta se forma más allá del límite de anclaje por marea y emigra a la zona habitable una vez transcurrida esa fase, es posible que la vida tenga la oportunidad de desarrollarse.
Otra forma en que la vida podría autoprotegerse inicialmente de la radiación, sería permaneciendo bajo el agua hasta que la estrella terminase su fase fulgurante primigenia, asumiendo que el planeta sea capaz de retener la suficiente atmósfera como para producir océanos de agua líquida. Los científicos que participaron en el rodaje del documental Planeta Aurelia, de la National Geographic, creían que la vida podría sobrevivir en tierra a pesar de las llamaradas de la enana roja. Una vez que la vida se desarrollase en la superficie, la baja cantidad de radiación UV producida por una enana roja en calma les permitiría prosperar sin una capa de ozono, por lo que no necesitarían producir oxígeno.

### Abundancia

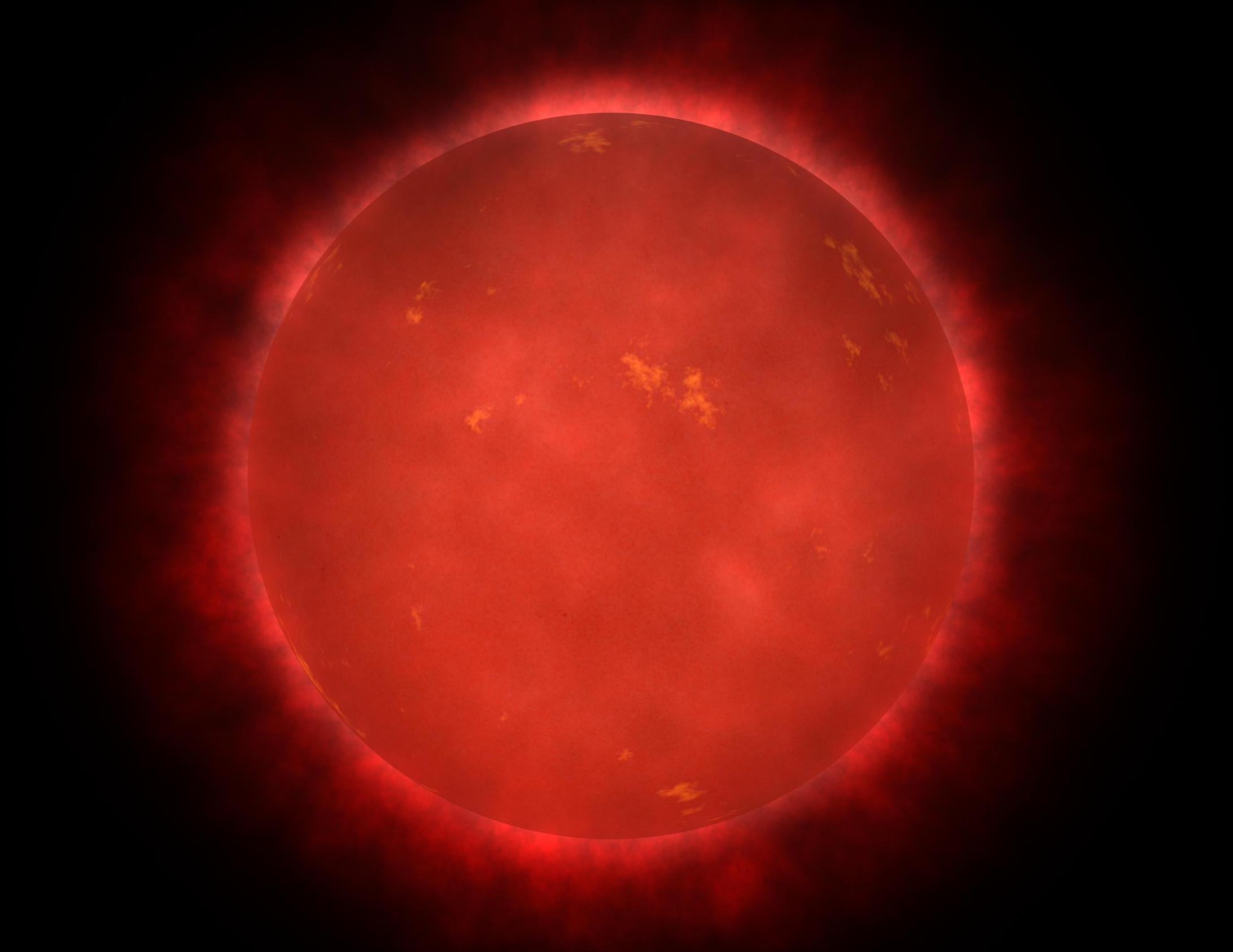
Impresión artística de una enana roja.

Una de las mayores ventajas de los planetas pertenecientes a sistemas de enanas rojas en relación con su habitabilidad, es la altísima esperanza de vida de estas estrellas. La Tierra necesitó 4500 millones de años de evolución antes de que apareciese el ser humano, y la vida tal y como la conocemos podrá mantenerse durante al menos 500 millones de años más. En cambio, el ciclo vital de las enanas rojas puede abarcar billones de años, ya que sus reacciones nucleares son significativamente más lentas que las de estrellas de mayor masa, dando a la vida mucho más tiempo para evolucionar. Además, aunque se desconocen las probabilidades de encontrar vida en un planeta orbitando a una enana roja específica en su zona habitable, la suma de las zonas de habitabilidad de todas las enanas rojas combinadas equivale al de todas las de tipo G —como el Sol—, dada su ubicuidad. La primera supertierra encontrada en la zona habitable de una estrella resultó ser Gliese 581 g, que orbita en torno a una enana roja y posee una masa de tres a cuatro veces superior a la de la Tierra; aunque probablemente esté anclado por marea, se cree posible la existencia de agua líquida a lo largo del terminador o zona del crepúsculo del planeta. Las observaciones estiman que el sistema se creó hace unos 7000 millones de años y que el exoplaneta cuenta con la masa suficiente como para soportar una atmósfera.
Otra posibilidad para la habitabilidad en sistemas de enanas rojas de cara a un futuro lejano, según las simulaciones informáticas, se darían cuando llegasen a la fase de enana azul al consumir su suministro de hidrógeno. Al ser más luminosas que la enanas rojas precedentes, los planetas que durante todo su ciclo de vida estaban demasiado lejos como para que pudiese aparecer la vida, podrían descongelarse durante varios miles de millones de años —hasta 5000 millones para una estrella de 0,16 M☉—, dando otra oportunidad a la aparición de vida.

### Retención de agua

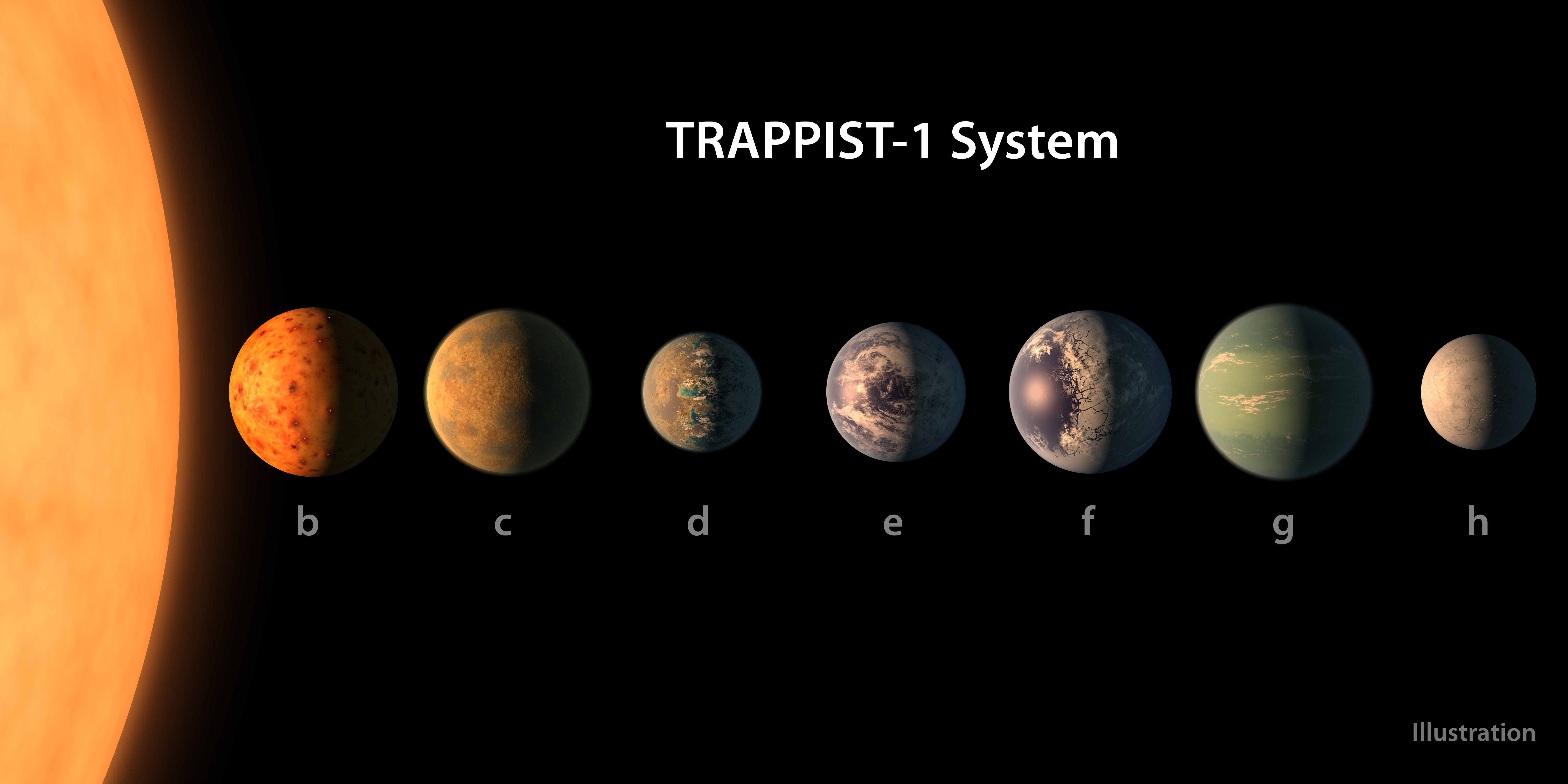
Impresión artística de NASA-JPL/Caltech del posible sistema planetario TRAPPIST-1.

Los planetas pueden retener cantidades significativas de agua en la zona habitable de enanas ultra frías, con un punto óptimo en el rango de 0,04-0,06 M⊙, a pesar de la fotólisis del agua por radiación FUV y del escape de hidrógeno impulsado por radiación XUV.

### Frecuencia de mundos del tamaño de la Tierra alrededor de enanas ultrafrias
Según las estimaciones ofrecidas en un estudio basado en los datos de archivo del Spitzer, el 30-45 % de las enanas ultra frías cuentan con exoplanetas de un tamaño parecido al de la Tierra. Así pues, de acuerdo a las simulaciones informáticas, buena parte de las estrellas de masa similar a TRAPPIST-1 cuentan con objetos planetarios de dimensiones aproximadas a la Tierra.

## Descubrimientos
En la siguiente tabla, figuran los diez exoplanetas confirmados con mayor Índice de Similitud con la Tierra (IST) que orbitan alrededor de enanas rojas —es decir, estrellas de la secuencia principal con menos de 0,6 M☉ y, por tanto, de tipo M o K-tardío— y algunas de sus características principales, en comparación con la Tierra.
| #   | Nombre        | IST  | SPH  | HZD   | HZC   | HZA   | Temp (°C) | Masa (M⊕) | Radio (R⊕) | tClass         | hClass        | Periodo orbital | Distancia (años luz) | Año desc.    |
| --- | ------------- | ---- | ---- | ----- | ----- | ----- | --------- | --------- | ---------- | -------------- | ------------- | --------------- | -------------------- | ------------ |
| N/d | Tierra        | 1,00 | 0,72 | -0,50 | -0,31 | -0,52 | 14 °C     | 1         | 1          | tipo-tierra    | mesoplaneta   | 365,26 días     | 0                    | prehistórico |
| 1   | Kepler-438b   | 0,50 | 0,88 | -0,94 | -0,17 | -0,49 | 37,45 °C  | 1,27      | 1,12       | tipo-venus     | mesoplaneta   | 35,23 días      | 472,9                | 2015         |
| 2   | Kepler-296e   | 0,85 | 0,75 | -0,87 | -0,16 | 0,04  | 33,45 °C  | 3,32      | 1,48       | supervenus     | mesoplaneta   | 34,14 días      | 1692,8               | 2015         |
| 3   | Gliese 667 Cc | 0,84 | 0,64 | -0,62 | -0,15 | 0,21  | 13,25 °C  | 3,80      | 1,54       | supertierra    | mesoplaneta   | 28,14 días      | 23,6                 | 2011         |
| 4   | Gliese 832 c  | 0,81 | 0,96 | -0,72 | -0,15 | 0,43  | 21,55 °C  | 5,40      | 1,69       | minineptuno    | mesoplaneta   | 35,68 días      | 16,1                 | 2014         |
| 5   | Gliese 180 c  | 0,77 | 0,42 | -0,53 | -0,14 | 0,64  | 8,85 °C   | 6,40      | 1,77       | minineptuno    | mesoplaneta   | 24,33 días      | 38,1                 | 2014         |
| 6   | Gliese 667 Cf | 0,77 | 0,00 | -0,22 | -0,16 | -0,08 | -14,25 °C | 2,70      | 1,40       | planeta océano | psicroplaneta | 39,03 días      | 23,6                 | 2013         |
| 7   | Kepler-440b   | 0,75 | 0,16 | -0,96 | -0,14 | 0,62  | 42,95 °C  | 7,75      | 1,86       | minineptuno    | mesoplaneta   | 101,11 días     | 851,3                | 2015         |
| 8   | Gliese 180 b  | 0,75 | 0,41 | -0,88 | -0,14 | =0,74 | 38,75 °C  | 8,30      | 1,89       | minineptuno    | mesoplaneta   | 17,38 días      | 38,1                 | 2014         |
| 9   | Gliese 163 c  | 0,75 | 0,02 | -0,96 | -0,14 | 0,58  | 46,95 °C  | 7,26      | 1,83       | minineptuno    | mesoplaneta   | 25,64 días      | 48,9                 | 2012         |
| 10  | Gliese 422 b  | 0,71 | 0,17 | -0,41 | -0,13 | 1,11  | 2,95 °C   | 9,90      | 1,98       | minineptuno    | mesoplaneta   | 26,11 días      | 41,3                 | 2014         |

## Conclusiones

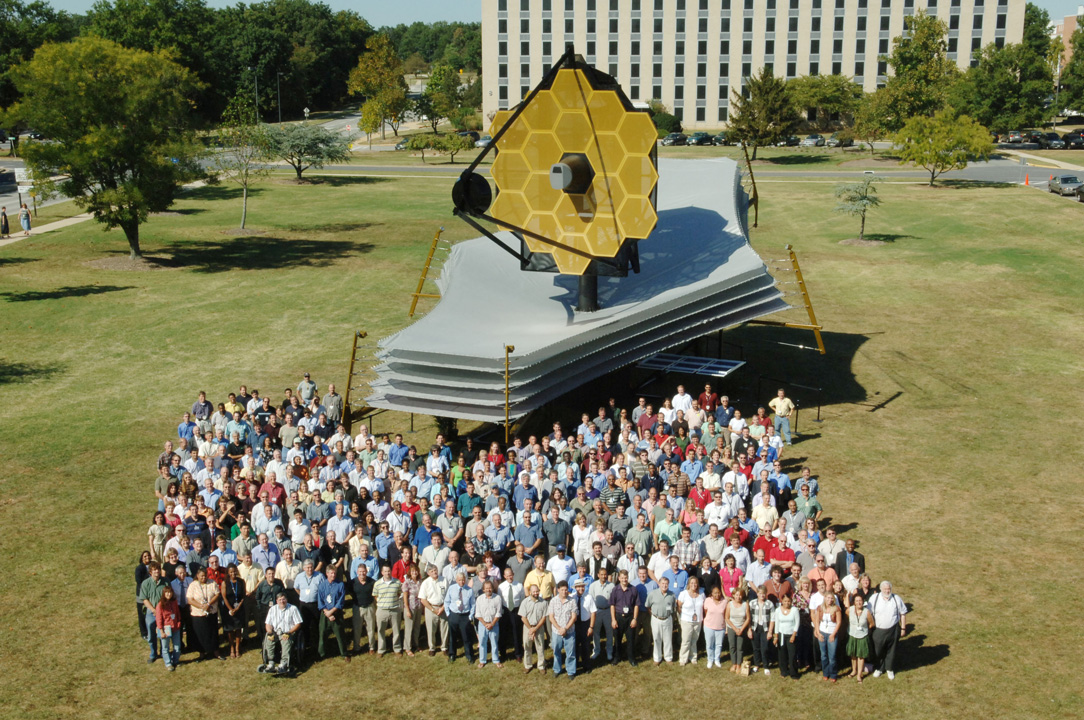
El Telescopio Espacial James Webb (JWST) podrá resolver algunas de las incógnitas sobre la habitabilidad de las enanas rojas.

El potencial para la vida de los sistemas de enanas rojas es objeto de debate entre la comunidad científica, a tenor de los resultados contradictorios mostrados en multitud de modelos que ofrecen resultados muy dispares fruto de la carencia de información a consecuencia de las limitaciones en las herramientas de observación actuales. Muchos astrobiólogos y científicos en general consideran que la capacidad de la vida en la Tierra para florecer en lugares completamente inhóspitos es un claro indicio del potencial para la vida de los sistemas de enanas rojas, aunque la mayoría de los expertos opinan que la extrema hostilidad de las enanas rojas haría imposible la aparición de organismos vivos.
Los partidarios de las enanas rojas como sistemas con potencial para la habitabilidad planetaria, basan sus conclusiones en las expectativas creadas por el alto porcentaje que suponen respecto al total de la galaxia y por la proximidad de su zona habitable, que facilitan la detección de cuerpos terrestres en torno a ellas, así como en la ubicuidad de la vida en la Tierra y en su capacidad de adaptación a entornos hostiles. Además, cuentan con el apoyo de numerosos modelos informáticos que invitan al optimismo respecto a las condiciones que puede presentar un planeta anclado por marea a su estrella, al desarrollo de un efecto invernadero desbocado y a la improbable congelación total fruto de un proceso retroalimentativo de las masas de hielo dado el tipo de luz que emiten estas estrellas.
Empero, algunos investigadores mantienen una postura contraria respecto al carácter habitable de estos planetas. Para empezar, consideran que la presencia de extremófilos capaces de soportar las duras condiciones de los exoplanetas pertenecientes a sistemas de enanas rojas no sería posible sin unos organismos precursores desde los que evolucionar y que estos no habrían podido adaptarse a la hostilidad del entorno. Además, también argumentan que los niveles de radiación UV de estas estrellas resultan demasiado elevados al principio de sus vidas y muy escasos cuando alcanzan su fase estable, dificultarían la existencia de vida en planetas en torno a ellas. Otros factores en contra del carácter habitable de los objetos planetarios pertenecientes a sistemas de este tipo son la probable pérdida atmosférica por los intensos vientos estelares, la ausencia de agua fruto del escape hidrodinámico del hidrógeno al espacio, etc.
Con el tiempo, instrumentos como el Telescopio espacial James Webb permitirán identificar los componentes atmosféricos de los planetas que orbitan a las enanas rojas en su zona de habitabilidad y conocer, de este modo, si son aptos para la vida e incluso si existe actividad fotosintética en ellos. Mientras tanto, las expectativas de habitabilidad de las enanas rojas son escasas entre la mayor parte de la comunidad científica.

## En la ficción
En la novela de ciencia ficción Star Maker de Olaf Stapledon (1937), una de las muchas civilizaciones extraterrestres en la Vía Láctea que describe la obra, se localiza en la zona del terminador de un exoplaneta anclado por marea a una enana roja. Este planeta está habitado por una especie de plantas inteligentes similares a zanahorias con cabeza, brazos y piernas, que «duermen» insertándose a sí mismas en el suelo y absorbiendo la luz estelar por fotosíntesis. El resto del tiempo, son seres animados que participan en todas las actividades complejas típicas de una civilización industrial. Stapledon también describe cómo evolucionó la vida en ese planeta.
En las historias de «Draco Tavern», Larry Niven narra la evolución de una raza alienígena muy avanzada —los Chirpsithra— en un mundo anclado por marea a una enana roja. Sin embargo, los únicos detalles que relata sobre el planeta son respecto a su masa —de 1 M⊕—, temperatura —algo más frío— e iluminación —típica de un exoplaneta que orbita una estrella tipo M—.
Krypton, el planeta natal de Superman, orbitaba en torno a una enana roja llamada «Rao». En los cómics, el superhéroe es enviado a la Tierra por su padre, Jor-El, justo antes de la destrucción del planeta.
En Ark de Stephen Baxter, después de que la Tierra quedase completamente sumergida por los océanos, un pequeño grupo de humanos se embarcan en un viaje interestelar que culmina con el aterrizaje y la colonización de un planeta frío, anclado por marea y con plantas de color negro al que bautizan como «Tierra III».
En Nemesis, del escritor de ficción Isaac Asimov, una estrella enana roja de este nombre tiene un planeta llamado Erythro, el cual es similar a la Tierra en muchos aspectos. La única forma de vida la constituyen células Prokaryotes, que poseen la capacidad de realizar la fotosíntesis gracias a los fulgores ocasionales de Nemesis y que aportan tanto energía a ellas como de calor a Erythro. Las Prokaryotes poseen una especie de inteligencia colectiva que no duda en atacar psíquicamente a todo aquel que represente un daño para el planeta, y se comunican mediante telepatía con algunos habitantes humanos que consideran «interesantes».